# Уильям Фиц-Патрик, 2-й граф Солсбери
Уильям Фиц-Патрик (англ. William FitzPatrick; примерно 1150—1196) — английский аристократ, 2-й граф Солсбери с 1168 года.

## Биография
Уильям был сыном сын Патрика, 1-го графа Солсбери, и Элы де Понтье. Он родился примерно в 1150 году и стал графом Солсбери после гибели отца в Пуату в 1168 году. Во время первой коронации Ричарда Львиное Сердце 3 сентября 1189 года Уильям нёс скипетр. Когда король оказался пленником в Германии, граф Солсбери поддержал его брата Джона, но и после возвращения Ричарда положение графа не пошатнулось. Во время второй коронации Ричарда 17 апреля 1194 года Уильям был в числе четырёх графов, несших балдахин. В том же году Уильям стал шерифом Дорсета и Сомерсета; в 1195 году он сопровождал короля в его поездке в Нормандию, а по возвращении участвовал в ассамблее знати, созванной в Ноттингеме. Граф умер в 1196 году.
Уильям Фиц-Патрик был женат на Элеоноре де Витри, дочери Роберта III де Витри и Эммы де Динан. В этом браке родилась дочь Эла (1187—1261), которой на момент смерти отца было всего девять лет. Согласно некоторым источникам, один из братьев Уильяма, претендуя на наследство, заточил племянницу в одном из нормандских замков. Она сумела выйти на свободу и вышла за бастарда Генриха II — Уильяма, ставшего очередным графом Солсбери.